# Christian Heinrich Ziller
Christian Heinrich Ziller (* 11. Juli (oder 12. Juli) 1791 in Kaditz, heute Dresden; † 6. Mai 1868 in Potsdam) war ein deutscher Baumeister, Architekt und Regierungsbaurat in Preußen. Seine Söhne Carl Ernst Heinrich (Ernst) (1832–1866) und Hermann August (Hermann) (1844–1915) wurden ebenfalls in Potsdam beziehungsweise Berlin Architekten.
Christian Heinrich Ziller stammte aus der sächsischen Baumeisterfamilie Ziller und war ein Vetter von Christian Gottlieb Ziller sowie Onkel des später in Griechenland tätigen Baumeisters des griechischen Königs Ernst Ziller sowie dessen jüngerer Brüder, der Gebrüder Moritz und Gustav Ziller.

## Leben und Wirken

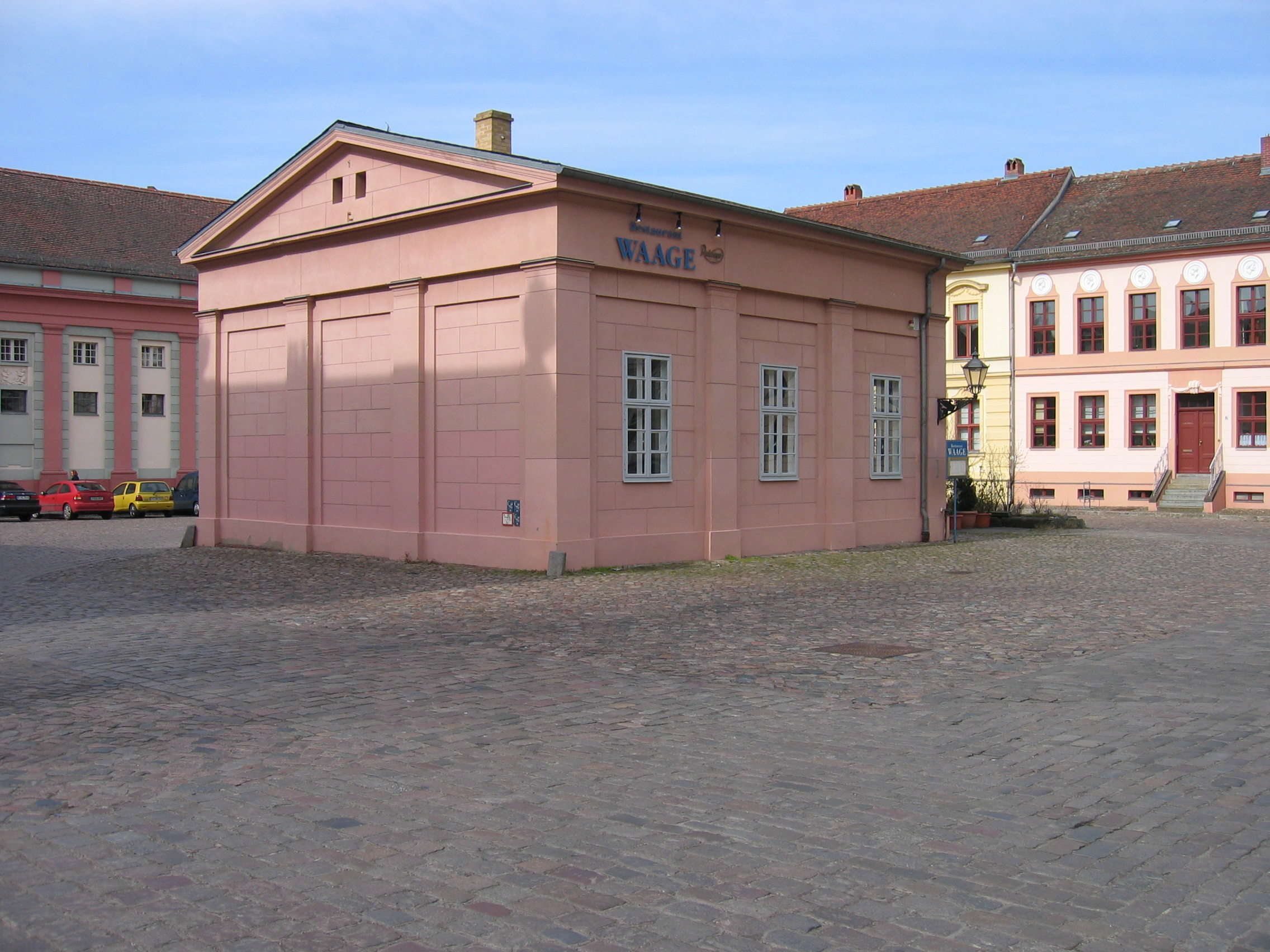
Ratswaage am Neuen Markt, Potsdam

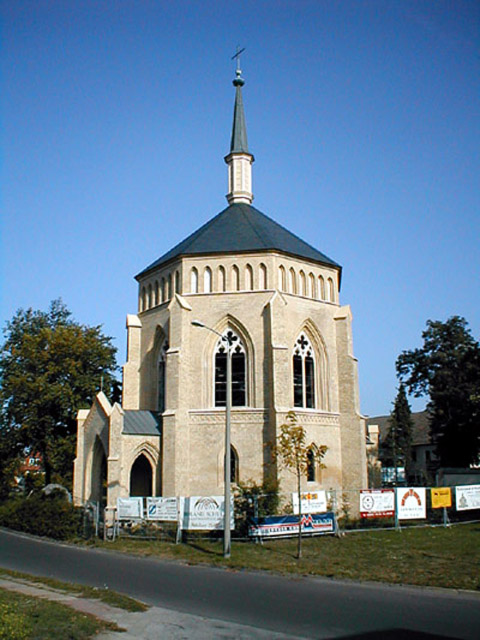
Neuendorfer Kirche von 1850–1853 in Potsdam-Babelsberg, Bauausführung durch Ziller nach Ideen König Friedrich Wilhelms IV. und Entwürfen L. F. Hesses

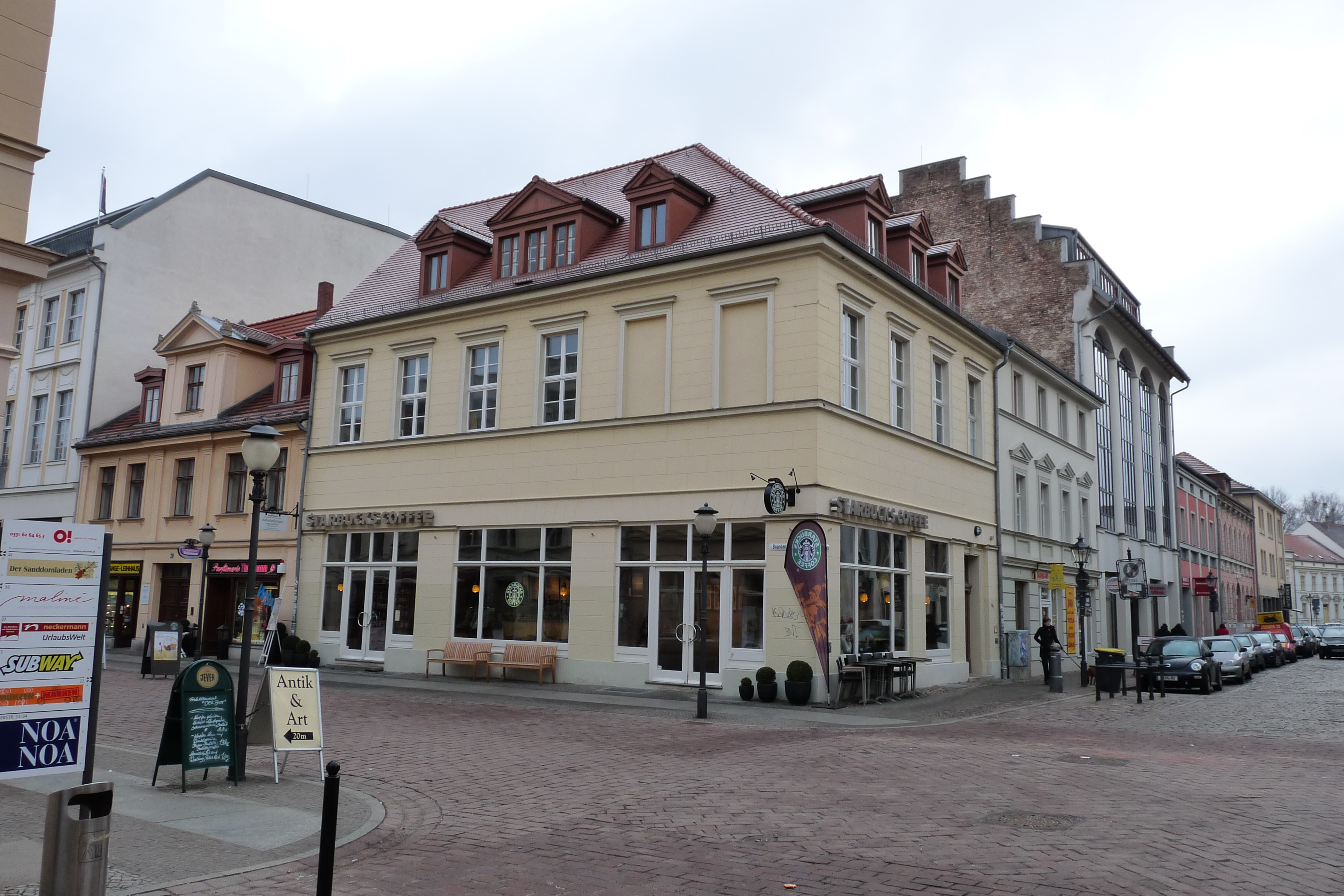
Zillers eigenes Wohnhaus, ein Eckhaus in der Brandenburger Str. 28a

Christian Heinrich Ziller wurde als zweiter Sohn des Schulmeisters Johann Gottfried Ziller während dessen erster Ehe in Kaditz geboren. Nach Erhalt des Elementarunterrichts bei seinem Vater besuchte er die Höhere Bürgerschule in Dresden-Neustadt und studierte dann an der Dresdner Kunstakademie bei Gottlob August Hölzer. 1814 absolvierte er in Dresden das Feldmesserexamen, das er 1817 in Berlin nochmals ablegte.
Nach anfänglicher Arbeit als Vermessungsconducteur ging Christian Heinrich 1815 nach Preußen, um dort bei den Grenzberichtigungen sein Auskommen zu finden. Kurze Zeit später gelang es ihm, in Berlin seine Architekturstudien fortzusetzen und 1821 das Baumeisterexamen zu erlangen mit der Empfehlung: „Als Prachtbaumeister besonders tüchtig und gewandt und vorzüglich zu empfehlen.“
In Berlin lernte er den einflussreichen Baumeister und Architekten Karl Friedrich Schinkel kennen. Dieser übertrug Ziller 1819/1820 die Bauleitung der neogotischen Kirche in Großbeeren, 1821–1823 die über das Potsdamer Zivilkasino sowie 1822/1823 die bei den sogenannten Happe-Röhricht'schen Häusern in der Yorckstraße 3/4. Zu seinen weiteren Bauten zählen die Ratswaage am Neuen Markt in Potsdam, die Ausführung der Neuendorfer Kirche in Babelsberg, der Umbau am Potsdamer Kommandantenhaus in den Jahren 1852 bis 1854 sowie zahlreiche zwischen 1830 und 1863 errichtete Potsdamer Bürgerhäuser. Auch Zillers eigenes Wohnhaus in der Brandenburger Straße 28a sowie weitere Eckhäuser in dieser Straße entstanden nach seinem Entwurf. Im Jahr 1846 entwarf Ziller auf Anregung des preußischen Königs Friedrich Wilhelm IV. Umbaupläne für die Kirche in Caputh, die jener wie den von 1840 stammenden Kirchen-Wiederaufbauplan in Saarmund sowie mehrere andere auf seinen Wunsch hin von Ziller ausgearbeiteten Entwürfe verwarf.
1828 zum Landbaumeister befördert, wurde Ziller 1829 zum „Bauinspector für den Stadt=Baubezirk Potsdam“ ernannt, auch wurde er an die Baugewerbeschule Potsdam berufen. Ab 1841 führte er den Titel eines Regierungs- und amtierenden Kreisbauinspektors. Am 16. Januar 1844 erhielt Ziller das Bürgerrecht in Potsdam. 1860 erhielt er infolge seiner Verdienste die Ernennung zum Regierungsbaurat. Zum 1. Januar 1864 ging Ziller in Pension und starb vier Jahre später in seinem Potsdamer Wohnhaus Brandenburger Straße 28a im 8. Stadtbezirk, das ihm seit 1838 gehörte, an Altersschwäche.
Christian Heinrich Ziller war ab 1828 mit Friederike Charlotte Böhm (1803–1882) verheiratet, die ihm die Tochter Marie (1846–1920) sowie zwei Söhne gebar, die ebenfalls Architekten und Baumeister wurden, Carl Ernst Heinrich (Ernst) (1832–1866) und Hermann August (Hermann) (1844–1915). Ob ein weiterer Sohn Eduard (* vor 1848, Arch.), der auch Architekt geworden sein soll, tatsächlich existierte, lässt sich wegen fehlender anderer Quellen nicht nachvollziehen. Ziller war ordentliches Mitglied der Märkischen Ökonomischen Gesellschaft.
Ziller wurde auf dem Alten Friedhof Potsdams in dem Erbbegräbnis seiner Familie (Linie 5, Nr. 4) beerdigt, welches jedoch Anfang der 1980er Jahre beräumt wurde.